# Philippe Musard

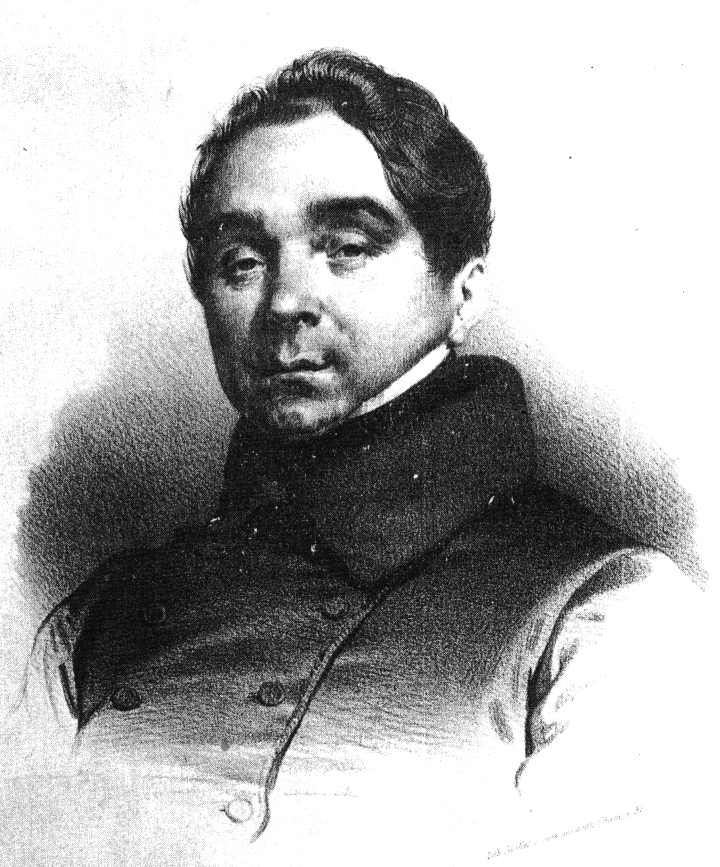
Philippe Musard.

Philippe Musard, född den 8 november 1792 i Tours, död den 30 mars 1859, var en fransk danskompositör.
Musard verkade efter 1830 i Paris som musikanförare vid baler, hållna i olika teatrar och i ett etablissemang i Champs-Élysées, Concert Musard. Musard hade särskild framgång med sina kadriljer, ofta skrivna på kända melodier.